# Sapieniec (Barcice)
Sapieniec – część wsi Barcice w Polsce, położona w województwie małopolskim, w powiecie nowosądeckim, w gminie Stary Sącz, na południe od centrum wsi, położona na stokach góry o tej samej nazwie.
W latach 1975–1998 Sapieniec administracyjnie należał do województwa nowosądeckiego.
Również nazwa niwy, która funkcjonowała w oficjalnych dokumentach jeszcze przed II wojną światową. Liczy kilkanaście domów i kilkudziesięciu mieszkańców. Wierzchołek Sapieńca wznosi się na wysokość 462 m n.p.m. Sapieniec jest prawie całkowicie pozbawiony drzew, z wyjątkiem lasu Bucznik, w całości zajęty pod rolnictwo, dobrze zagospodarowany.
Sapieniec stanowi na tle okolicy jakby wyspę wysuniętą w głąb doliny Popradu, która to rzeka przed wiekami opierała swój lewy brzeg o wschodni stok Sapieńca. Z trzech stron otoczony jest ciekami wodnymi. Wspomniany już Poprad opływa górę od wschodu, Przysietnicki Potok od północy a Grabowski Potok od południa. Majestatyczny nieomal kształt Sapieńca najlepiej podziwiać z drogi prowadzącej do Rytra, na wysokości cmentarza komunalnego.

## Historia
Od wieków ze szczytów tej góry dokonywano pomiarów geodezyjnych, a Austriacy umieścili tam nawet stały punkt odniesienia (tzw. punkt triangulacyjny), konieczny do sporządzenia mapy. W tzw. katastrze józefińskim z 1787 roku niwa Sapieniec figuruje jako niwa dominikalna (pańska), idealna do obsadzenia rolnikami (tzw. kolonistami) z Rzeszy. Bazując na austriackich spisach ludności i budynków (Teki Schneidra), a także na numeracji budynków mieszkalnych w Barcicach – można z dużym prawdopodobieństwem przyjąć, iż przed 1787 rokiem na Sapieńcu istniały już co najmniej dwa domy (nr. 47 i 48). Sapieniec jako odrębna niwa, w dodatku pańska, mógł być poddzierżawiany drobnym szlachcicom. Dzierżawy te odebrano w skali całej Galicji właśnie w 1787 roku.
Około 1787–1790 roku w ramach akcji osadniczej cesarza Józefa II osadzono na Sapieńcu kilka rodzin, np. rodzina Weberów o niemieckim rodowodzie i rodzina Kowaczów (prawdopodobnie z Węgier). Akcja osadnicza na Sapieńcu nie przyniosła sukcesu zaborcy. Rodzina Weberów dość szybko przenosi się w inne miejsce. Po kilkunastu latach mamy obraz zgoła odmienny. W tzw. katastrze franciszkańskim pod datą 18 lipca 1820 roku czytamy, iż pańska niwa Sapieniec została podzielona i nadana w równych częściach pomiędzy siedmiu poddanych-gospodarzy. Byli to: Onufry Koszkul, Łukasz Szczęsny, Jan Podpora, Piotr Ruśniak, Jan Górka, Piotr Kowacz, Maciej Górka. Do wspólnego użytku gospodarze otrzymali pańską łąkę, którą pozamieniali jednak na role. Tak samo na role obrócono pastwiska, które jednak w odróżnieniu od łąki, zostały im wcześniej wydzielone. Każdy z nich gospodarzył na ok. 6 hektarach (niewykluczone, że niektórzy mogli posiadać ziemię na terenie innych niw).
Z owym nadaniem ról na Sapieńcu kłóci się zapis o dominialnym charakterze niwy IX Sapieniec. Skoro została podzielona pomiędzy włościan, powinna figurować w katastrze jako rustykalna. Do dziś widać jeszcze ślady podziału Sapieńca sprzed 1820 roku – pięć równych pasów-ról. Wystarczy tylko uważnie popatrzeć, np. z Pierzwi lub ze Skrajni.
Na Sapieniec prowadzą, jak i dawniej, dwie drogi. Jedna (młodsza) od strony Potoków, druga od strony Grabowców i Zagrody. Inaczej dostawano się na Sapieniec przed wybudowaniem kolei, tj. przed 1876 rokiem. Zaraz za ówczesnym młynem na Przysietnickim Potoku, jadąc od Barcic, droga odbijała na prawo od cesarskiego traktu i wznosiła się przez las Bucznik wschodnią stroną Sapieńca. Była to dość szeroka i wygodna droga, niestety po wybudowaniu kolei powstał wysoki nasyp i nie było możliwości korzystania z niej. Wtedy najważniejszą drogą na Sapieniec stała się droga przez Potoki.